# 四川婆婆纳多毛亚种
四川婆婆纳多毛亚种（学名：Veronica szechuanica sp. sikkimensis）为車前草科婆婆纳属下的一个亚种。

## 特点
全植株高5-15厘米，被毛较密。种子呈卵状矩圆形，长1毫米，花期为7月。主要分布于云南、四川、西藏等地，海拔2800-4400米的高山草地或林下。此外在不丹、印度西北及东北部有分布。

## 扩展阅读
- 維基物種上的相關：四川婆婆纳多毛亚种